# Jonna
Jonna er et pigenavn. Det er en nyere dansk form af Johanna, der også ses i varianterne Johna, Johnna, Johnnie, John, Jona, Jonne og Jonnie. Der er ifølge Danmarks Statistik ca. 8.600 danskere, der bærer et af disse navne. 

## Kendte personer med navnet
- Jonna Dwinger, dansk journalist.
- Jonna Hjerl, dansk skuespiller.
- Jonna Neiiendam, dansk skuespiller.
- Jonna Mendez, amerikansk tidligere forklædningschef i Central Intelligence Agency

## Navnet anvendt i fiktion
- Lille Jonna er en roman af Kirsten Thorup.